# Никодим (Казанцев)
Епископ Никодим (в миру Никита Иванович Казанцев; 5 сентября 1803, Комлево, Рузский уезд, Московская губерния, Российская империя — 11 [23] июня 1874, Дмитров, Московская губерния) — епископ Русской православной церкви, епископ Енисейский и Красноярский.

## Биография
Родился 5 сентября 1803 года в селе Комлеве Знаменском Рузского уезда Московской губернии в семье причетника. Вся детская жизнь его протекала в крайней нужде. Родители его были люди робкие, забитые («униженные и умалённые»), они не могли защитить своего сына от насмешек товарищей. Поэтому он старался никогда не жаловаться им ни на кого. Он горячо любил своих родителей, и эта любовь красной нитью прошла через всю его жизнь. Уже будучи архиереем, он не стеснялся ни своего происхождения, ни своих бедных родителей, но при всякой возможности посещал их в деревне и каждый раз низко кланялся им до земли, несмотря на свой сан.
В 1818 году поступил в Вифанскую духовную семинарию.
В 1826 году по окончании духовной семинарии поступил в Московскую духовную академию.
31 марта 1829 года пострижен в монашество; 5 июля рукоположён во иеродиакона, а 1 июля 1830 года — во иеромонаха.
6 августа того же года окончил курс духовной академии со званием магистра.
13 августа 1830 года назначен инспектором Тульской духовной семинарии и профессором богословия и еврейского языка.
14 апреля 1832 года перемещён в Новгородскую духовную семинарию инспектором и преподавателем философии.
24 октября 1833 года возвращён в Тульскую духовную семинарию инспектором.
С 11 февраля 1835 года — ректор Вятской духовной семинарии и с 19 марта — настоятель Вятского Успенского Трифонова монастыря; 17 апреля возведён в сан архимандрита.
В период ректорства в Вятской духовной семинарии происходило преобразование учебной программы в духовных учебных заведениях. Ректорам духовных семинарий было предложено представить свои проекты преобразования. Проект ректора Вятской духовной семинарии архимандрита Никодима привлёк внимание обер-прокурора Святейшего Синода графа Н. А. Протасова, и отец Никодим был вызван в Санкт-Петербург. Ему было поручено составить новый устав, что он и выполнил. Но этот устав не нашёл применения.
С 20 июня 1841 года — ректор Херсонской духовной семинарии и настоятель Одесского Успенского монастыря.
С 25 июля 1845 года — ректор Курской духовной семинарии и настоятель Рыльского Николаевского монастыря.
С 3 апреля 1850 года — ректор Ярославской духовной семинарии и настоятель Ростовского Богоявленского Авраамиева монастыря.
14 февраля 1854 года хиротонисан во епископа Чебоксарского, викария Казанской епархии.
С 18 сентября 1861 года — епископ Енисейский и Красноярский.
За время своего служения на Енисейской кафедре он дважды объехал эту огромную епархию и знал её лучше всякого другого места, даже лучше Московской епархии, где родился. Из 175 приходов, кажется, не осталось и двадцати, где бы он не служил, а побывал во всех.
Знавшие епископа отмечали его доброту. Как только он получал деньги, то тут же оделял толпы нищих и бедняков. Деньги у него никогда не задерживались. Даже когда преосвященному потребовалось ехать в Москву, он вынужден был одолжить деньги на дорогу из Енисейского попечительства. За его доброе сердце он был любим бедняками, о чём сам писал: «Сверху меня не любят, а с нижними я всегда хорош. Тут меня любят». Епископ Никодим умел входить в положение вдов и сирот. Однажды по делу об опеке над имуществом умершего священника он писал консистории резолюцию, рекомендуя не слишком сурово и повелительно обращаться со вдовами и сиротами при случаях опеки над их имуществом.
6 апреля 1870 года уволен на покой в Перервинский монастырь.
Скончался 11 июня 1874 года, переехав из монастыря в город Дмитров к сестре. Погребён в городе Дмитрове, в соборе.

## Сочинения
- О Филарете, митрополите Московском, моя память // Чтения в Обществе истории и древностей российских. — М., 1877, № 2.
- Письма преосвященного Никодима, епископа Енисейского и Красноярского к профессору Платонову И. В. — Сергиев Посад. Повесть о блаженном Василии Мангазейском и о начале Туруханского монастыря. — Иркутск, 1864.
- Подробное жизнеописание епископа Никодима // Богословский вестник. — Сергиев Посад, 1910,1, II, III, XI, XII.
- Записки Никодима Казанцева, епископа Красноярского с предисловием архимандрита Григория. — 1877, П.
- Письма к родственнику, священнику московскому // Чтения в Обществе любителей духовного просвещения. — М.-Сергиев Посад, 1882, июнь-июль, с. 159—182, отд. 3.